# 문수진 (가수)
문수진(1994년 7월 4일 ~ )은 대한민국의 가수이다. 2018년 싱글 《MILLION》으로 데뷔했다.

## 학력
- 수내중학교 졸업
- 늘푸른고등학교 졸업
- 성균관대학교 미디어커뮤니케이션학과

## 방송
- 슈퍼밴드2 (2021) - Top40(28위)

## 공연
- 롤링 25주년 기념 공연 vol.9 SAAY ＆ MOON Ⅹ Jiselle (2020)